# Аксіома Ескобара
Аксіо́ма Ескоба́ра — інтернет-мем, що з'явився завдяки фразі лідера українського рок-гурту «Bredor» на прізвисько Ескобар. Найчастіше вживається у відповідь на ситуації, коли потрібно обрати один з двох однаково поганих варіантів.

## Історія
Фраза прозвучала під час інтерв'ю 1994 року, коли українська журналістка попросила вокаліста грайндкор-гурту «Bredor» Жору Ескобара сказати, який з двох представлених музичних фестивалів йому більше сподобався. Серед хаотичних відповідей Ескобара найбільшу популярність отримала його фраза з використанням ненормативної лексики: «Шо то хуйня, шо это хуйня. Вот это обе хуйни такие, шо я, блядь, ебал её маму у рот».
Відео за участі Жори Ескобара було опубліковано в інтернеті у 2007 році. Фраза отримала назву «аксіома Ескобара». Додаткову популярність їй принесла трансляція у випуску «Бредор» інтернет-шоу +100500 від 4 квітня 2011 року. 
Через багато років стала відома подальша доля героя ролика. Друг Ескобара, музикант Андрій Толок, в одному з інтерв'ю розповів, що Жора живе в Німеччині, а до цього займався медициною в Африці. У 2019 році Ескобар також записав вокал для декількох пісень метал-проєкту Haissem.

## Значення
Сам вираз, зображення обличчя музиканта або просто слово «Ескобар» найчастіше використовуються у відповідь на ситуації, коли доводиться вибирати один із двох однаково поганих варіантів або варіантів, які не варті уваги. Вираз може використовуватися для позначення глухого кута в суперечках та холіварах. У таких ситуаціях обидві сторони конфлікту представляють достатньо аргументів, що вказують на те, що вони мають рацію і що треті сторони не можуть вирішити перемогу однієї з них, тому єдиним виходом є винесення вердикту — «аксіоми Ескобара» — щоб припинити врегулювання тієї чи іншої суперечки, оскільки перемога однієї зі сторін порушила справедливість і нашкодила б противнику.
Іноді «аксіома Ескобара» використовується в опитуваннях, коли до двох варіантів відповіді додається третій, «Ескобар», що позначає невизначену або нейтральну позицію.